# SriLankan Airlines
SriLankan Airlines là hãng hàng không quốc gia Sri Lanka, (Tiếng Sinhala:ශ්‍රී ලන්කන් ගුවන් සේවය). Trước kia, hãng được biết đến là Air Lanka. Từ trạm trung chuyển chính là Sân bay quốc tế Bandaranaike, hãng mở các đường bay thẳng đi Châu Âu và Châu Á. Trụ sở chính của hãng là ở Airline Center tại sân bay quốc tế Bandaranaike tại Colombo

## Lịch sử
Air Lanka được thành lập bởi chính phủ Sri Lanka vào tháng 7 năm 1979, khi hãng hàng không trước đây của hãng là Air Ceylon vào 1978. Vào những năm đầu khi hoạt động, Air Lanka phục vụ các chuyến bay bằng Boeing B707 thuê từ Singapore Airlines nhưng Air Lanka chưa bao giờ trả lại. Cùng lúc, hãng cũng mua lại Boeing 737 cho các tuyến ngắn hơn.
Vào những năm 1980, hãng không tăng số điểm đến và số lượng máy bay trong đội bay của mình. Cho đến khi năm 1990, hãng mới chỉ có 26 điểm đến. Vào năm 1992, hãng cũng đã nhận chiếc Airbus A320 đầu tiên của mình.
Air Lanka được nhà nước Sri Lanka và tập đoàn tư nhân Emirates Group vào năm 1998 khi Emirates và chính phủ Sri Lanka hợp tác chiến lược trong vòng 10 năm. Thỏa thuận này đã gồm các độc quyền cho tất cả các bộ phận phục vụ và sửa chữa máy bay tại khu vực mặt đất tại sân bay quốc tế Bandaranaike. Emirates đã mua tới 40% cổ phần mà tất cả trị giá 70 triệu đô la Mỹ (sau này tăng lên 43,6%) của Air Lanka, đồng thời hãng cũng tăng cường hình ảnh về đội bay và hãng. Chính phủ giữ gìn phần lớn cổ phần của hãng, đồng thời để Emirates đầu tư và quyết định về việc quản lý. Trong 1998, thương hiệu Air Lanka thay đổi và thế SriLankan Airlines được sinh ra đời.
SriLankan Airlines bắt đầu phát triển về đội bay. Hãng mua thêm 6 chiếc Airbus A330-200 để bổ sung cho đội bay Airbus A340-200 và Airbus A320 hiện tại. Những chiếc Airbus A330-200 gia nhập vào đội bay trong khoảng thời gian tháng 10 năm 1999 và tháng 7 năm 2000. Sau đó, hãng lại tân trang lại màu sơn và logo của hãng. Sau khi tân trang màu sơn và logo, hãng cũng đã tân trang thêm các khoang dịch vụ. Hãng từ có 1 hạng phổ thông, nay đã tăng thêm hạng thương gia
Do bị ảnh hưởng của các vấn đề môi trường, hành vi khủng bố. Đồng thời, cũng bị ảnh hưởng của dịch SARS, trận động đất ở Ấn Độ Dương năm 2004. Các cuộc nội chiến ở Sri Lanka và 1 cuộc khổng bố ở Colombo-Bandaraneika đã làm hư hỏng hai chiếc và phá hỏng bốn chiếc máy bay. SriLankan Airlines đã quyết định chọn Colombo là trung tâm trung chuyển chính của hãng tới các điểm tới châu Á. Một ví dụ điển hình về việc mở rộng thị trường bay, đặc biệt là Ấn Độ và Trung Đông.
Trong khi mở rộng thị trường, hãng cũng đã bay tới Jeddah, điểm đến thứ 3 tại Ả Rập Xê Út, sau Riyadh và Dimmam. Jeddah cũng là điểm bay thứ 51, do đó tăng số đường bay tới khu vực Trung Đông lên thành 9 điểm. Sau đó, hãng cũng đã bắt đầu các đường bay đi Malé, (Madives), Luân Đôn và Tōkyō. Từ tháng 12 năm 2011, hãng cũng bắt đầu chuyến bay đầu tiên đi Zürich, Thụy Sĩ.
Ngày 19 tháng 12 năm 2007, tổng giám đốc điều hành (CEO) Peter Hill đã có công việc của mình, cho phép hủy bỏ 35 hành khách trong một chuyến bay đã đặt trước, để dành không gian cho Tổng thống Mahinda Rajapaksa và đoàn tùy tùng của ông.
Trong 2008, Emirates thông báo cho Chính phủ Sri Lanka rằng hãng sẽ không gia hạn hợp đồng quản lý của hãng mà sau đó, hết hạn vào ngáày 31 tháng 3 năm 2008. Hãng tuyên bố rằng, chính phủ Sri Lanka đang tìm cách kiểm soát tốt hơn các doanh nghiệp liên quan của hãng.
Trang phục của tiếp viên hàng không của SriLankan Airlines không thay đổi từ khi Air Lanka được thành lập tới 2010, khi những trang phục mới được giới thiệu.

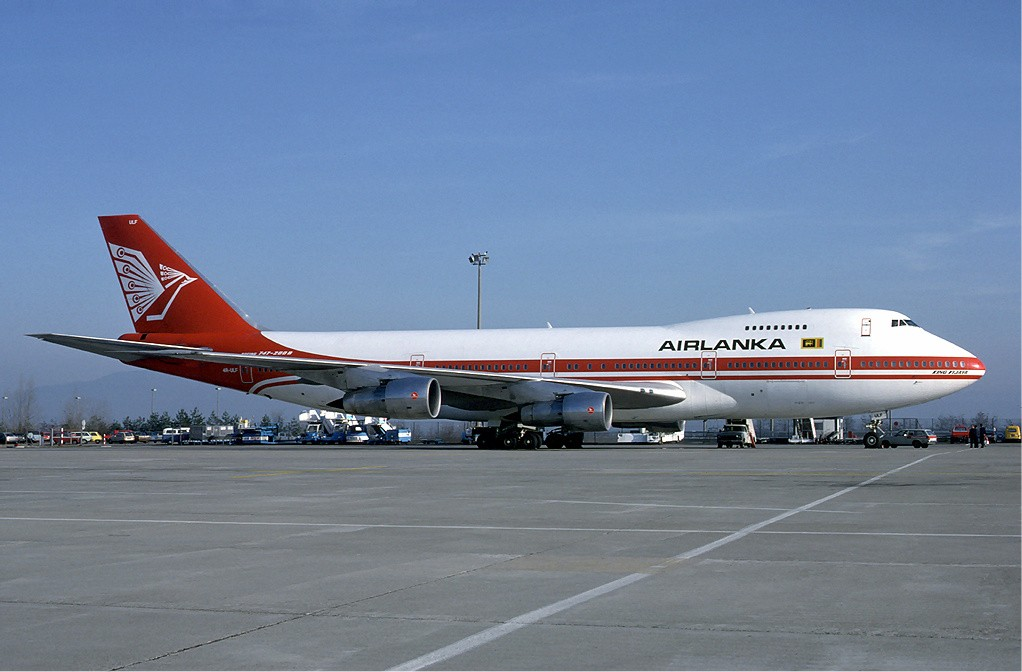
Air Lanka Boeing 747-200 at Basle Airport (1984)

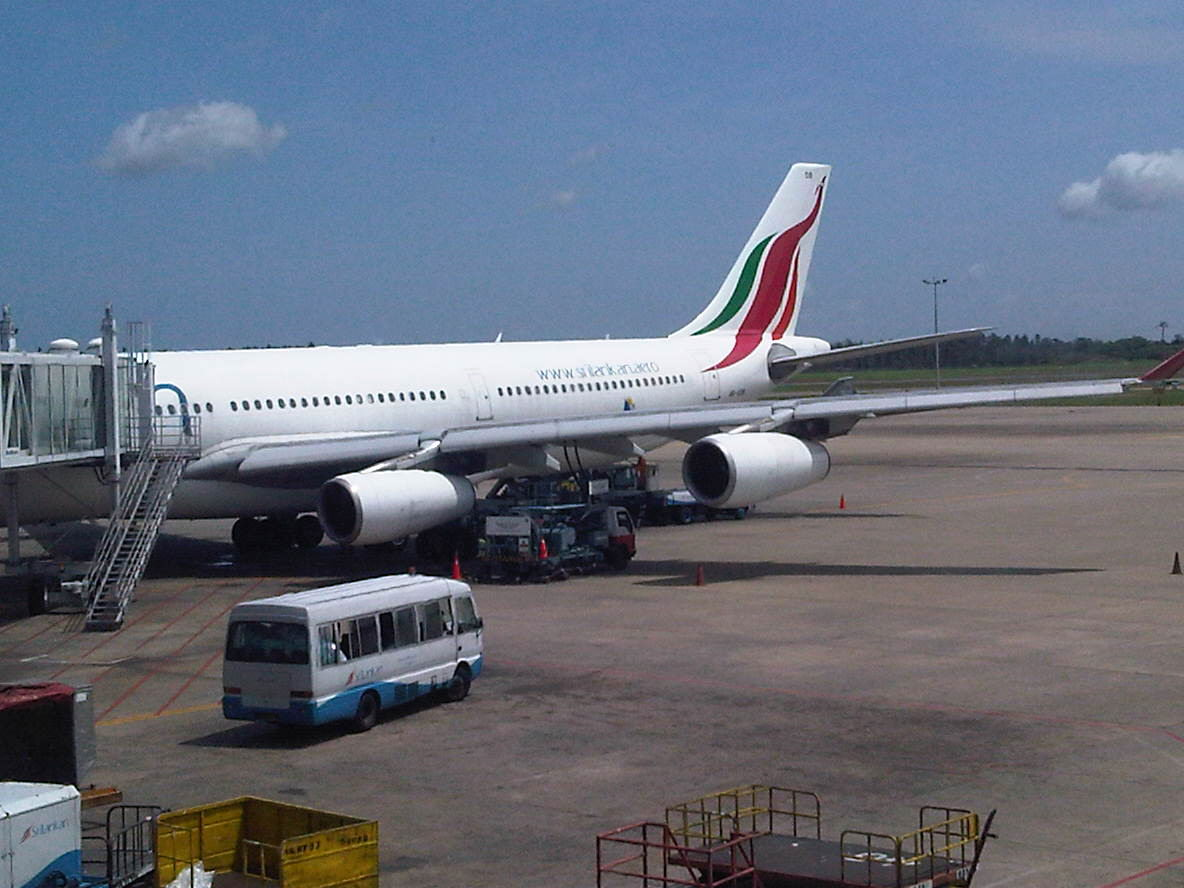
The new look SriLankan Airlines A340 at Bandaranaike International Airport (2011)

Trong kế hoạch mở rộng, điểm đến đầu tiên của hãng là Thượng Hải, Trung Quốc vào ngày 1 tháng 7 năm 2010. Sau đó hãng cũng đã bắt đầu những chuyến bay đi Quảng Châu, Trung Quốc vào ngày �28 tháng 1 năm 2011. SriLankan Airlines cũng đã lập kế hoạch các chuyến bay đi Copenhagen, Đan Mạch; Thành phố Hồ Chí Minh, Việt Nam; Toronto, Canada (cũng như là điểm bay đi Châu Mỹ của hãng); và Melbourne, Úc vào năm 2012.
Emirates đã bán 43,6% cổ phần cho chính phủ Sri trong một thỏa thuận đã hoàn thành vào 2010, do đó, kết tất cả các đảng phái giữa hai hãng. SriLankan Airlines cũng không thuộc bất kì bộ phận nào của các liên minh hàng không quốc tế.
SriLankan là chủ của Mark Imperial, và đó là điều lệ của năm 2014.
SriLankan Airlines đã chú trọng trong việc gia nhập một số liên minh hàng không quốc tế như Oneworld hay Star Alliance

## Các điểm đến
Hiện nay hãng cũng đã phát triển tới 61 điểm đến tại 35 quốc gia vào tháng 12 năm 2011. Đồng thời, hãng cũng là hãng hàng không ngoại quốc bay đi Malé, Madives với 6 chuyế bay mỗi ngày, kết nối giữa Colombo và Malé.
Nội dung chính: Điểm đến của SriLankan Airlines

## Hợp đồng liên danh
Hiện nay, SriLankan Airlines có các hợp đồng liên danh với các hãng sau:
| - Air Canada (Star Alliance) - Air India - BMI - Etihad Airways - Malaysia Airlines (oneworld) - Saudi Arabian Airlines |

Hãng cũng có hợp đồng liên danh với SNCF

## Đội bay
SriLanka Airlines đã thuê chiếc Airbus A330-200 thứ năm của mình. SriLanka Airlines cũng đã nhận thêm 2 chiếc Airbus A320 để nhập vào đội bay của mình.

### Dự kiến từ khoảng năm 2011-2015
SriLankan Airlines đã tăng đội bay thnah2 28 chiếc vào trong vòng 4 năm nữa và hiện đang đàm pháng với Airbus và Boeing, liên quan đế thỏa thuận bao gồm 6 chiếc máy bay có tầm bay dài.
Hãng cũng đã thêm 4 chiếc Airbus A320, và sẽ chính thức đưa vào hoạt động vào tháng 4, tháng 5, tháng 10 và tháng 11 năm 2011. Kapila Chandrasena, thuộc bộ SriLanka đã cho biết rằng hãng sẽ tăng cường thêm khoảng 6 chiếc máy bay thân rông như Airbus A330-300 hoặc Boeing B777 vào đội bay của hãng để thay thế dòng máy bay hiện tại là A340-300 với việc giao hàng vào khoảng năm 2013-2014. Thêm năm chiếc máy bay nữa sẽ được mua cho hãng, Và tất cả các dòng máy bay hiện tại sẽ được thay thế, để phù hợp với nhu hiện tại.

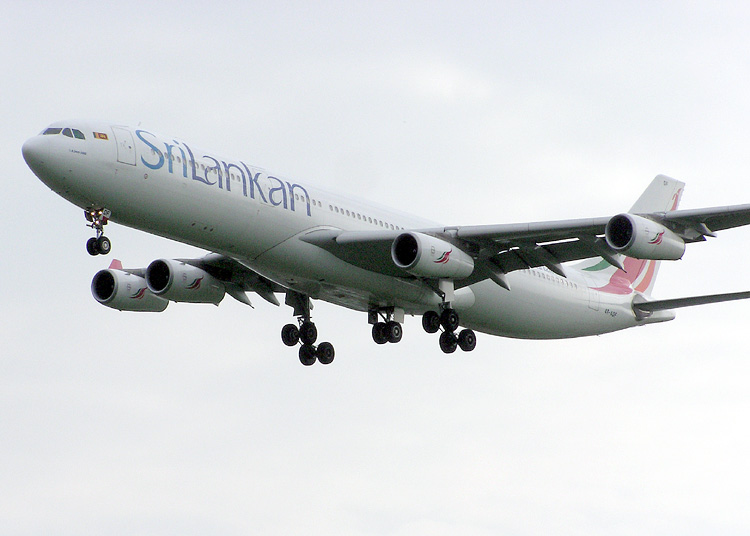
SriLankan Airlines Airbus A340-300 landing at London Heathrow Airport

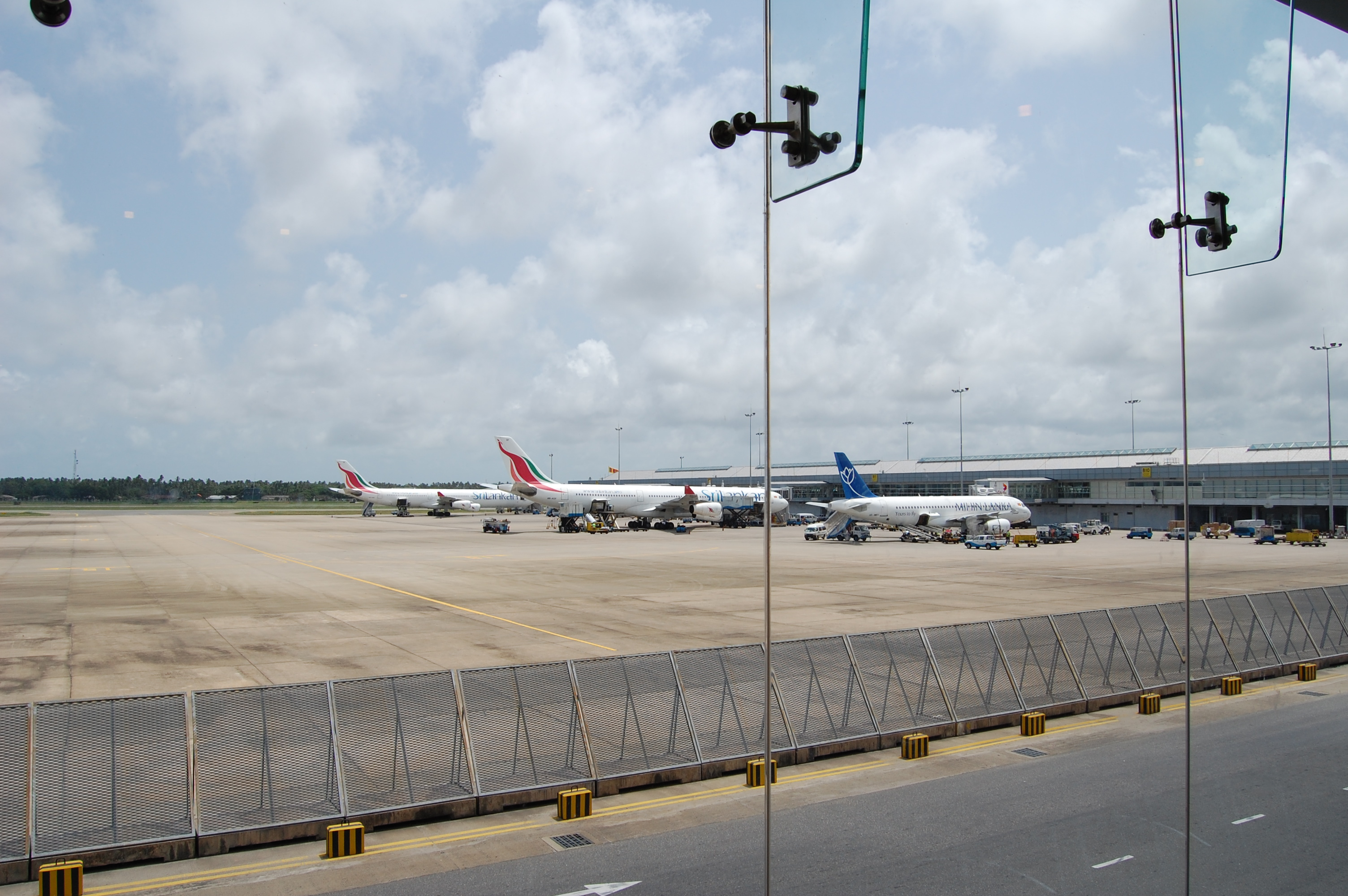
Aircraft in ramp area of Bandaranaike International Airport

### Đội bay hiện tại
Độ tuổi hiện tai của hãng là 9,3 năm, tính đến ngày 25 tháng 11 năm 2011.
| Airbus A320-200 | 3  | 1 | 12 | 138 | 150 |                   |  |  |  |
| Airbus A320-200 | 1  | 1 | 0  | 165 | 165 |                   |  |  |  |
| Airbus A320-200 | 3  | 1 | 20 | 120 | 140 |                   |  |  |  |
| Airbus A330-200 | 4  | 0 | 12 | 275 | 287 |                   |  |  |  |
| Airbus A330-200 | 2  | 0 | 18 | 236 | 254 |                   |  |  |  |
| Airbus A340-300 | 3  | 0 | 18 | 296 | 314 |                   |  |  |  |
| Airbus A340-300 | 2  | 0 | 18 | 299 | 317 |                   |  |  |  |
| Airbus A340-300 | 1  | 0 | 20 | 223 | 243 |                   |  |  |  |
| DHC-6-100       | 2  | 0 | 0  | 18  | 19  | SriLankan AirTaxi |  |  |  |
| Tổng số         | 21 | 1 |    |     |     |                   |  |  |  |

### Máy bay đã ngưng hoạt động
| Máy bay                          | Gia nhập | Ngưng sử dụng | Chú thích |
| -------------------------------- | -------- | ------------- | --------- |
| Airbus A300                      | 2000     | 2000          |           |
| Boeing 707                       | 1979     | 1990          |           |
| Boeing 737-200                   | 1979     | 1995          |           |
| Boeing 737-300                   | 1979     | 1995          |           |
| Boeing 747-200                   | 1984     | 1987          |           |
| Boeing 767-300ER(thuê từ Luzair) | 2010     | 2010          |           |
| Antonov An-12F                   |          |               | Hàng Hóa  |
| Lockheed L-1011 TriStar          | 1980     | 2000          |           |

## Dịch vụ

### Hạng thương gia
Hạng thương gia của SriLankan Airlines có chiều rông là 19,5 inch, giống như các hạng nhất của các hãng hàng không khác. Trong cùng một hàng ghế, hãng thiết kế với 6 ghế, tương đương cấu hình 2-2-2 (thân rộng) hay 2-2 (thân hẹp) trên một hàng. Như thế thì hành khách hạng tương gia của hãng sẽ có thể chọn lựa phần ghế cửa sổ hoặc lối đi. Tùy theo đường bay, ghế thương gia của hãng sẽ mang màu kem hay xanh đen. Trên mỗi ghế, SriLankan Airlines cũng đã cho hành khách hạng này đồ gác chân có thể gấp lại, đồ gác đầu, và cả đèn đọc sách cá nhân. Ghế có thể chuyển thành giường ngủ và có độ ngả là 180 độ. Thiết kế đó sẽ áp dụng cho một số ghế trên hai dòng A340-A330 vào năm 2011
Trên hạng ghế này, SriLankan Airlines cung cấp cho thực khách nguồn thức ăn phong phú, bao gồm các món ăn mang đậm tính chất phương Tây hay các món ăn truyền thống của Sri Lanka mang đậm phong cách phương Đông. Ngoài ra, hãng cũng đã cung cấp cho hành khách nguồn rượu vang phong phú và cả menu riêng cho trà.
SriLankan Airlines cũng đã cho tất cả các hành khách trên chuyến bay của hãng trên hạng thương gia có thể dùng chương trình Satcom. Một chương trình của SriLankan Airlines cho phép các hành khách dùng điện thoại vệ tinh để liên lạc với gia đình, bạn bè, và cho việc kinh doanh với mức giá là 5 đô la Mỹ / phút. (Chỉ dùng thẻ tín dụng). Đối với các thương nhân, hãng cũng đã cho phép sử dung cà máy fax và ổ cắm điện có trên hầu hết tất cả các ghế. Các hành khách có thể liên lạc với nhau miễn phí qua điện thoại.

### Hạng phổ thông
Hạng ghế phổ thông của hãng được thiết kế theo cấu hình 2-4-2 (thân rộng) hay 3-3 (thân hẹp) trên cùng một hàng. Tất cả các chặng bay, ghế phổ thông của hãng đều mang một màu là xanh nhạt. Theo thiết kế, mỗi ghế của hãng đều tích màn hình cá nhân đèn đọc sách, và đồng thời, độ ngả của ghế cũng được thiết kế hợp lý. Hiện nay, SriLankan Airlines có hai kiểu ghế phổ thông, SICMA và RECARO cho lần lượt cho các chuyến bay đường dài và đường ngắn. Ghế SICMA được cung cấp trên dòng A330 và 3 chiếc A340. RECARO được cung cấp trên 2 chiếc A340 và các máy bay đường ngắn.
Hạng này không có menu riêng nhưng vẫn giữ các nền ẩm thực phương Đông và Tây. SriLankan Airlines đã cung cấp cho khách các loại thức uống để tránh sự mất nước cứ mỗi 45 phút.
Cũng như hạng thương gia, tại hạng phổ thông của hãng cũng đã cho tất cả các hành khách trên chuyến bay của hãng trên hạng có thể dùng chương trình Satcom. Một chương trình của SriLankan Airlines cho phép các hành khách dùng điện thoại vệ tinh để liên lạc với gia đình, bạn bè, và cho việc kinh doanh với mức giá là 5 đô la Mỹ / phút. (Chỉ dùng thẻ tín dụng). Đối với các thương nhân, hãng cũng đã cho phép sử dung cà máy fax và ổ cắm điện có trên hầu hết tất cả các ghế. Các hành khách có thể liên lạc với nhau miễn phí qua điện thoại.

## Chương trình giải trí
Chương trình giải trí của SriLankan Airlines đã chọn ra 18 bộ phim và chương trình TV theo tháng từ trung tâm điện ảnh từ Bollywood từ Ấn Độ và Hollywood từ Hoa Kỳ. Đồng thời, hãng cũng cho 22 kênh phát thanh trên chương trình giải trí của hãng. Âm nhạc cũng đã góp phần rất lớn trong các chương trình giải trí của hãng tại hạng thương gia với nhiều thể loại cổ điển, rock, pop, đồng quê,....từ Sri Lanka, Ả Rập,...
Hãng cũng đã cung cấp một bộ máy nghe nhạc-video riêng lẻ, cung cấp cho hành khách hơn 30 bộ phim trong nhiều ngôn ngữ khác nhau. 
Trong các chương trình giải trí, có cả CTV là chương trình mà trẻ em yêu thích với phim hoạt hình và kịch tuồng. Ngoài ra, hãng đã cho cả một các tập phim câm ngắn của danh hài Charlie Chaplin.
Hãng cũng cho thực hiện chương trình Airsshow để hành khách có thể theo dõi tình hình chuyến bay.
Các chương trình trò chơi cũng đã được hãng cung cấp thêm 16 chương trình vào chương trình giải trí như các trò chơi câu đố, bài,...
Năm 2011, hãng đã cho cài đặt chương trình AVOD cung cấp từ IMS, Hoa Kỳ.
Nhờ những sự cung cấp như vậy, hãng đã đoạt giải chương trình giải trí tốt nhất WAEA trao tặng.

## SriLankan Catering
SriLankan Catering là một thành phần của hãng SriLankan Airlines, mặc dù 100% sở hữu của SriLankan Airlines. Nhưng vẫn hoạt động độc lập với trách nhiệm về quản lý kinh tế, cơ sở hạ tầng và lợi nhuận. Theo sự chỉ đạo của tổng giám đốc điều hành của công ty, nhiêm vụ chính của công ty là phục vụ các món ăn trên các chuyến bay của SriLankan Airlines. Ngoài ra, hãng cũng phục vụ cho các hãng khác như Qatar Airways, Cathay Pacific, Singapore Airlines, Emirates. Gần đây, hãng cũng đã mở ra một bộ phận giặt ủi tại khách sạn Serenediva, chuyên phục vụ cho việc quá cảnh tại sân bay quốc tế Bandaraneika, Colombo.

## Chương trình hành khách thường xuyên
Chương trình hành khách thường xuyên của SriLankan Airlines có tên là Serendib Miles và cũng là chương trình đầu tiên của hãng. Sau đó, nó đã trở thành chương trình đối tác của chương trình Skywards của Emirates. Tuy nhiên, thỏa thuận này không còn tồn tại khi quan hệ đối tác của 2 hãng kết thúc vào ngày 31 tháng 3 năm 2008. Sau đó, hãng đã triển khai chương trình FlySmiLes.

## Các thành phần khác của SriLankan Airlines
Hãng hàng hóa SriLankan
Hãng phục vụ bữa ăn cho chuyến bay SriLankan
Đội thợ sửa chữa SriLankan
Bộ phận mặt đất SriLankan
Công ty Kỳ Nghỉ SriLankan
Hệ thống IT của SriLankan

## Các giải thưởng
SriLankan Airlines được đánh giá là hãng hàng không 3 sao do Skytrax bình chọn
Hãng hàng không của năm 2008 và 2009
Hãng hàng không của năm 2010
Hàng không tốt nhất Nam Á bình chọn từ Travel Trade Gazette
Hãng hàng không tốt nhất Trung Á bởi Skytrax
Hãng có chương trình giải trí tốt nhất- bởi World Airline Entertainment Association
Hãng hàng không tốt nhất năm 2004 – bởi Centre for Asia Pacific Aviation
Hãng có chương trình quảng cáo tốt nhất
Hãng có chương trình du lịch tốt nhất từ SriLankan Holidays
Hãng có tiếp viên hàng không tốt nhất – Skytrax
Hãng hàng không quốc tế của năm - Kuala Lumpur International Airport Awards
Galileo Indian Express Award cho hãng hàng không tốt nhất tại vùng phía Đông
Hall of Fame' award cho hãng hàng không đoạt giải trong 3 năm liên tiếp
Imperial Mark công nhận sự vượt trội trong sự sang trọng, dịch vụ và chất lượng
PATA Gold Award 2007 cho hãng có chiến dịch quảng cáo trên thị trường tốt nhất
Runner-up cho hãng hàng không châu Á tốt nhất trong cuộc khảo sát của UK's Daily Telegraph
Hãng có hạng ghế phổ thông tốt nhất theo khảo sát các khách hàng
Tiếp viên hàng không thân thiện nhất - Skytrax
Hãng điều hành đáng tin cậy của dòng A330- Airbus Industrie
Hãng điều hành đáng tin cậy của dòng A340- Airbus Industrie
Tiêu chuẩn đẳng cấp cho hệ thống IT tốt nhất

## Các vụ tai nạn nghiêm trọng
Ngày 3 tháng 5 năm 1989, nhóm Liberty Tigers of Tamil Eelam cho phát nổ quả bom trên chuyến bay SriLankan Airlines UL512, máy bay Lockheed L-1011 TriStar. Vụ nổ đã giết chết 14 trên 128 hành khách trên chiếc máy bay. Theo nhà điều tra, quả bom có thể được giấu trong kiện hàng thịt, rau quả từ Cộng hòa Maldives. Còn số còn lại cho rằng, quả bom được giấu trong một chiếc máy bay của Fly Away Kit, có thể nằm trong khu vực gần đó.
Ngày 24 tháng 7 năm 2001, cũng băng nhóm này, đã tiến hành cuộc đánh bom tự sát tại sân bay quốc tế Colombo-Bandaraneika. Làm hỏng và phá hủy tổng cộng 26 chiếc máy bay. Bốn chiếc đã bị phá hủy gồm một chiếc Airbus A340-300 (4R-ADD) vì thuốc nổ đã nạp trước đó.  Airbus A330-200 (4R-ALE hoặc 4R-ALF) bị phá hủy bởi một tên lửa bắn từ đài kiểm soát không lưu. Ngoài ra,  Airbus A320-200 (4R-ABA) và  Airbus A330-200 (4R-ALE hoặc 4R-alF) đã bị hư hỏng trong các cuộc tấn công. Trong các thành phần của Không quân SriLankan,chín thành viên của đội đã bị giết.